# Aeroportul Regional Northeastern
Aeroportul Regional Northeastern (IATA: EDE, ICAO: KEDE, FAA LID: EDE) este un aeroport din Carolina de Nord, Statele Unite ale Americii ce deservește zona Edenton⁠(d). Aeroportul a fost tranzitat în 2017 de 8 pasageri.
Situat la o altitudine de 6 m, aeroportul dispune de 1 pistă.

## Infrastructură

### Piste
Aeroportul dispune de o singură pistă. Pista 01/19 are suprafața de asfalt și dimensiunile 6.000 picioare × 100 picioare. 